# Implantation des balises de virages J1 en France

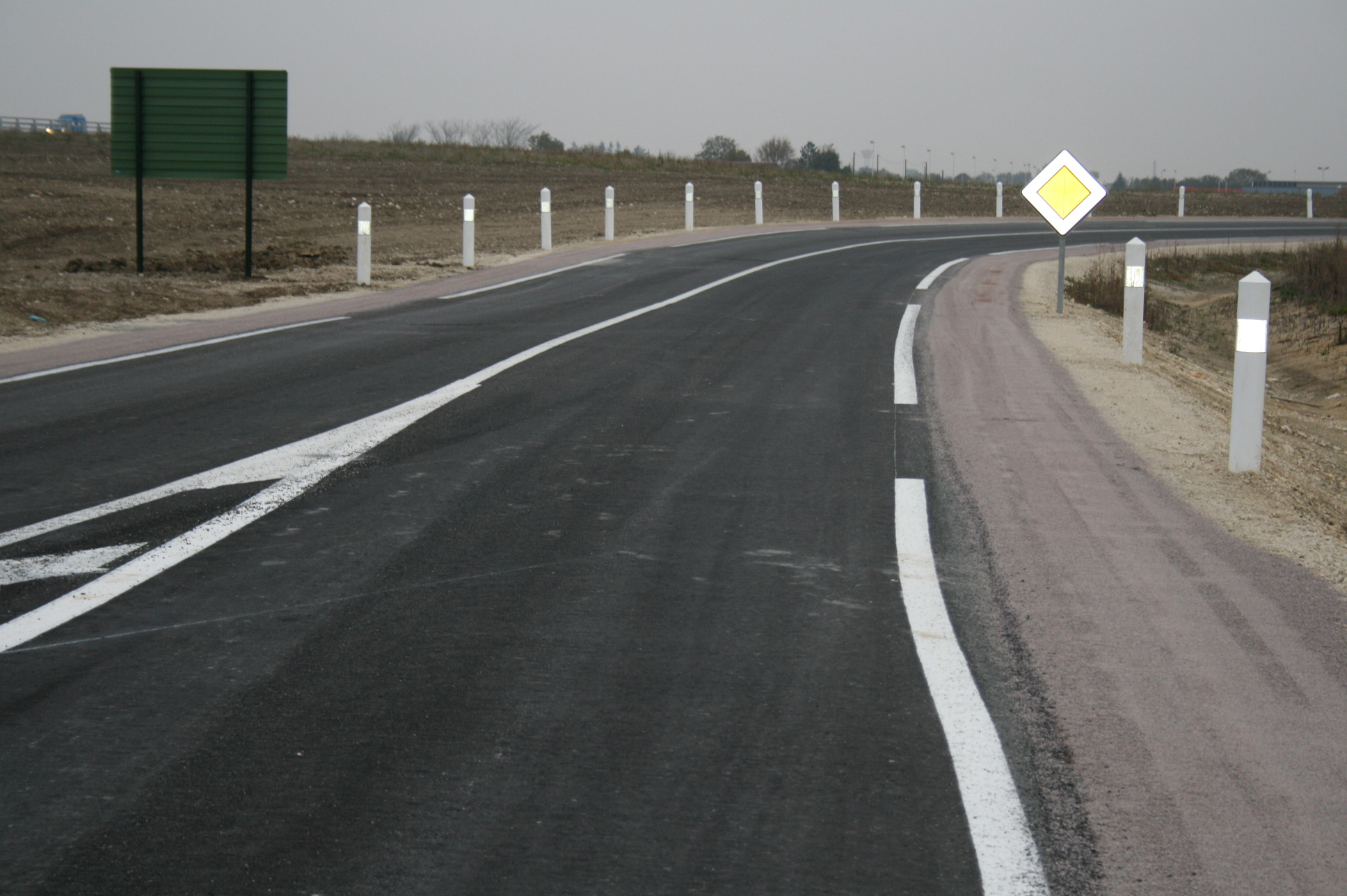
Balises de virage J1

L’implantation des balises de virage J1 est réglementée en France par la circulaire no 78-110 du 23 août 1978 relative aux recommandations sur la signalisation des virages.

## Implantation
Les balises J1 sont implantées en extérieur du virage en limite extérieure de la zone de récupération. Lorsque cette implantation n'est pas applicable, elles sont disposées dans les mêmes conditions que celles prévues pour la pose des panneaux (Article 8i). Lorsque le virage est doté d'une barrière de sécurité latérale, les balises J1 peuvent être disposées devant ou derrière la barrière ou sur celle-ci au moyen d'un dispositif de fixation non agressif.

### Virages à rayon de courbure constant
Deux méthodes sont en usages de pratiques d'implantation.

#### À partir de l’entraxe des voies
Deux balises sont implantées dans le prolongement des axes des voies incidentes, ce qui détermine l´intervalle constant entre toutes les balises.
Les balises J1 doivent couvrir l'ensemble du bord extérieur du virage. Deux balises sont disposées en plus sur chacune des lignes droites de part et d´autre du virage.

#### À partir de la distance de visibilité dans le virage
Si cette exigence est d´application difficile (cas d´un virage dangereux non précédé d´une ligne droite) ou si la distance de visibilité est réduite en raison de la courbure du profil en long dans le virage, la méthode définie par le dossier-guide sur les délinéateurs (Balise du type J6) peut être appliquée.
L´intervalle entre balises (ou délinéateurs) est égal au cinquième de la distance de visibilité minimale dans le virage. L´intervalle étant ainsi défini, l´ensemble du dispositif est implanté par rapport à une balise située dans le prolongement de l´axe de la voie de droite. Cette méthode donne sensiblement le même résultat.

### Virages à rayon de courbure irrégulier
Lorsque les virages, en général dangereux, présentent au moins deux rayons de courbure différents, la détermination de l´intervalle conduit à des résultats différents selon les sens de circulation.
La constance des intervalles entre les balises J1 est alors à respecter, mais les intervalles d'implantation peuvent être légèrement réduits par rapport à une répartition idéale. L´implantation est déterminée indépendamment pour chaque sens, le raccordement se faisant sans progressivité au point où le rayon de courbure change.

### Représentation d'implantations

Implantation dans un virage à courbure régulière.
Implantation dans un virage à courbure irrégulière.